# Valentine Scuotto
Valentine Scuotto (18 de junio de 1979) es una deportista francesa que compitió en esquí acrobático, especialista en la prueba de campo a través. Consiguió una medalla de plata en los X Games de Invierno.

## Medallero internacional
| \| X Games de Invierno \| X Games de Invierno \| X Games de Invierno \| X Games de Invierno \| \| Año \| Lugar \| Medalla \| Prueba \| \| ------------------- \| ---------------------- \| ------------------- \| ------------------- \| \| 2007 \| Aspen (Estados Unidos) \| Medalla de plata \| Campo a través \| |                        |                  |                |
| X Games de Invierno |                        |                  |                |
| Año | Lugar                  | Medalla          | Prueba         |
| 2007 | Aspen (Estados Unidos) | Medalla de plata | Campo a través |